# Ecología de Florida

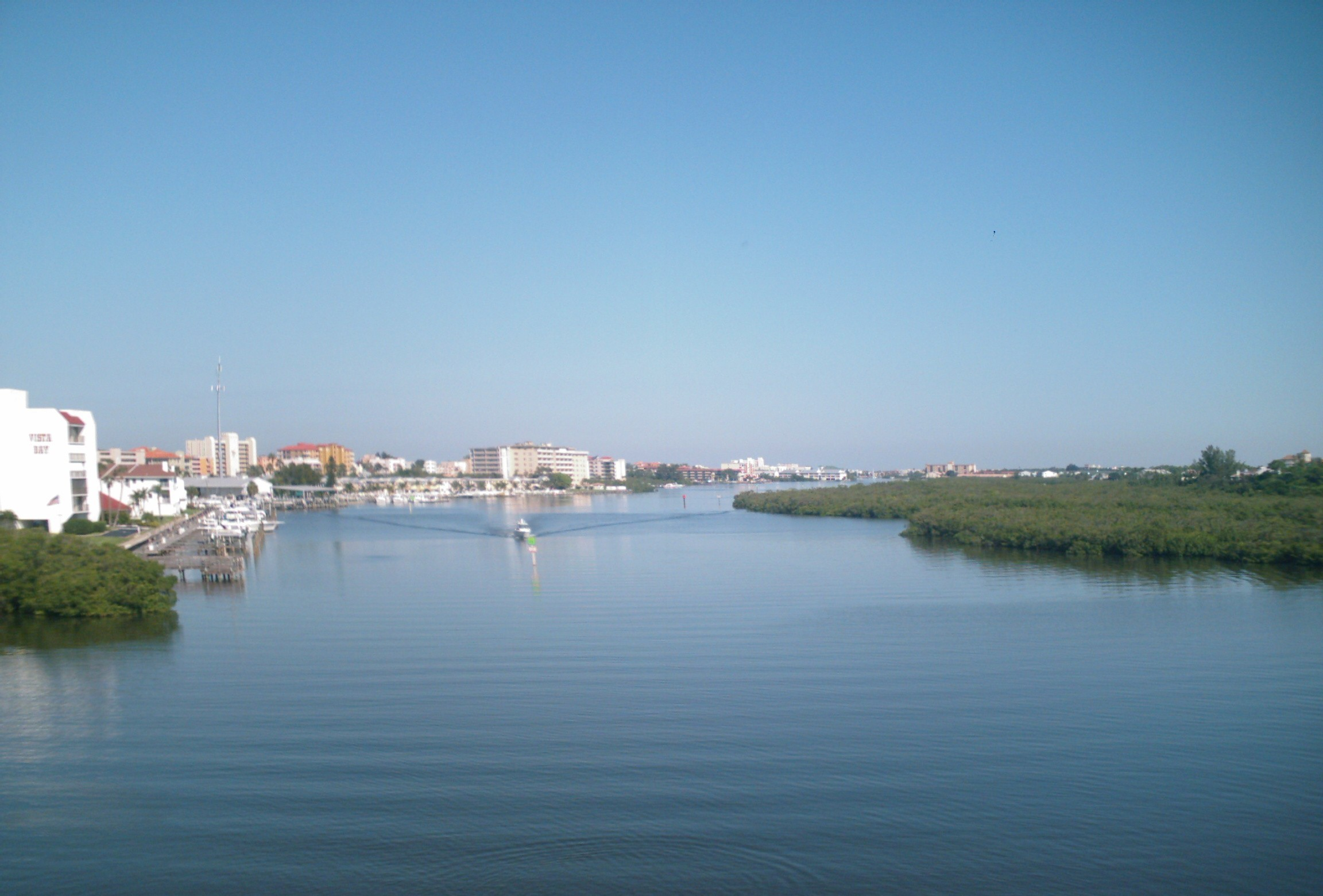
Mirando hacia el norte por la carretera estatal 694 desde el puente sobre el Canal Intracostero. Se observa el Indian Shores, Florida a la izquierda y manglares a la derecha.

La ecología de Florida considera las dos ecorregiones de Nivel I y tres ecorregiones de Nivel II/III del estado que contienen más de 80 ecosistemas distintos. Se diferencian en hidrología, clima, formas del relieve, tipos de suelo, flora y fauna, formando un punto crítico de biodiversidad global.

## Entorno abiótico
El clima de Florida varía a lo largo del estado debido a su orientación polar y su longitud de 447 millas. Desde el centro de Florida hasta la frontera con Georgia, el clima es generalmente subtropical húmedo, mientras que el sur de Florida tiene un clima tropical. El final de la primavera hasta mediados del otoño se caracteriza por una importante temporada de lluvias, con huracanes, tormentas eléctricas y ciclones tropicales. El invierno y la primavera son significativamente más secos, lo que a menudo da lugar a incendios forestales y leyes estrictas de prohibición de incendios. Se han registrado nevadas en el norte de Florida y fuertes heladas han dañado los naranjales.

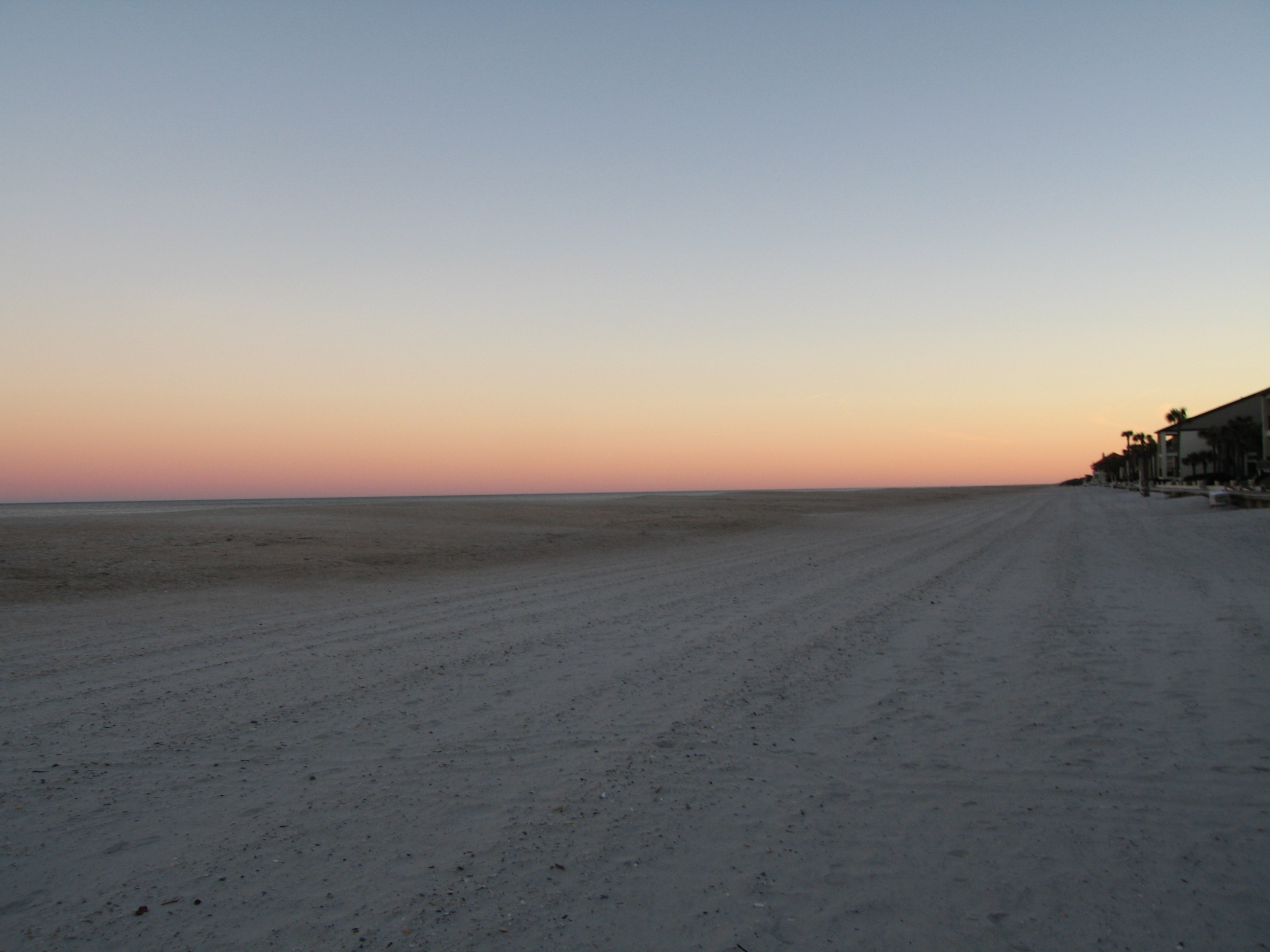
Playa de Ponte Vedra, una zona que atrae a muchos turistas.

Florida está rodeada por tres lados por cuerpos de agua: el Golfo de México al oeste, la Bahía de Florida al sur y el Océano Atlántico al este. Además de sus hábitats costeros, tiene una variedad de hábitats de humedales, como marismas, ciénagas, lagos, manantiales y ríos. El río más grande de Florida es el río St. Johns, y su lago más grande es el lago Okeechobee, desemboca en los Everglades de Florida, un humedal subtropical de dos millones de acres.

## Entorno biótico

### Fauna

#### Terrestre

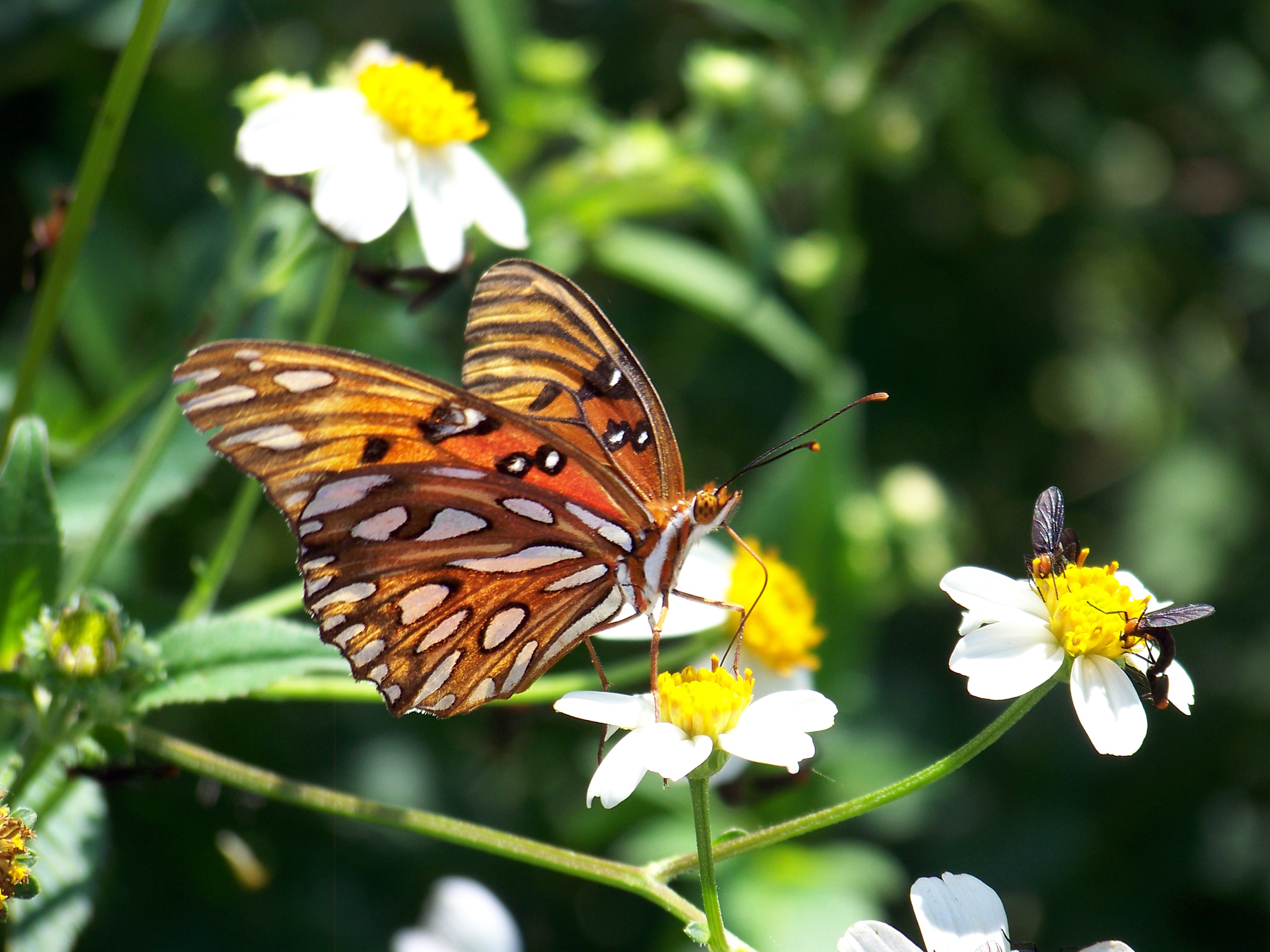
Una fritilaria del Golfo, capturada en el Parque Estatal Payne's Prairie, Florida.

Florida es el hogar de una diversa vida silvestre. En el estado se encuentran más de 700 especies de animales terrestres, incluidos gatos monteses, armadillos, zarigüeyas y zorros. Se han visto más de 500 especies de aves en el estado y es el hogar de aproximadamente 1.500 parejas anidadoras de águilas calvas. Los diversos ecosistemas de Florida albergan muchos tipos de insectos, incluida la fritilaria del Golfo, una mariposa nativa de las praderas de Florida.
El clima templado de Florida, los puertos de entrada internacionales y el comercio de animales y criaderos hacen que el estado sea vulnerable a las especies invasoras; las que actualmente representan una amenaza incluyen la pitón birmana, el sapo de caña, los cerdos salvajes y el pez león. La vida silvestre nativa también se ve amenazada por la pérdida de hábitat debido a la conversión de usos del suelo en tierras agrícolas y de desarrollo urbano.

#### Marina

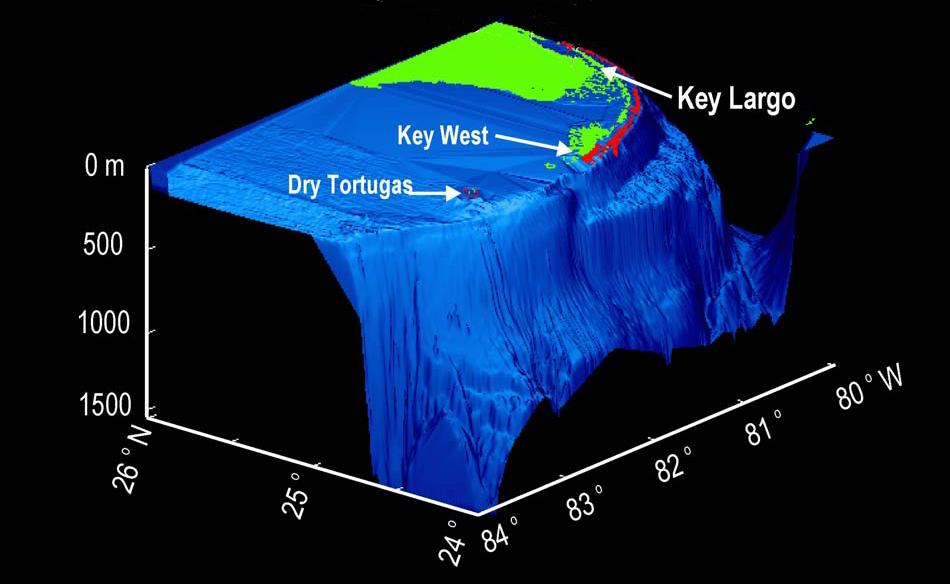
Mapa tridimensional del Sur de Florida, que muestra el Arrecife de Florida en rojo.

Las aguas de Florida albergan más de 200 especies de peces de agua dulce. El Arrecife de Florida (también conocido como Gran Arrecife de Florida, Arrecifes de Florida, Tracto de Arrecife de Florida y Tracto de Arrecife de los Cayos de Florida) es la única barrera de coral viva en los Estados Unidos continentales. Se encuentra a unas pocas millas mar adentro de los Cayos de Florida, tiene aproximadamente 4 millas (6 a 7 km) de ancho y se extiende a lo largo de la curva de nivel de 20 metros (66 pies) de profundidad a 270 km (146 nmi; 168 millas) de Fowey Rocks, justo al este de Soldier Key justo al sur de Marquesas Keys. El sistema abarca más de 6.000 arrecifes individuales. Las aguas de Florida albergan más de 500 especies de peces y mamíferos marinos junto con más de 45 especies de corales pétreos y 35 especies de octocorales.

### Ecología forestal
Florida tiene muchos tipos de ecosistemas forestales.
- Maderas de tierras altas: A menudo se encuentran en parches, rodeados de bosques llanos y dunas de arena. Los bosques frondosos de tierras altas suelen albergar diversos árboles y arbustos, sin especies dominantes. Muchos parques estatales de Florida abarcan bosques frondosos de tierras altas.[13]
- Maderas de tierras bajas: Consiste en áreas húmedas y poco profundas cerca de lagos, ríos y sumideros, lo que las hace propensas a inundaciones. Se compone principalmente de árboles de hoja caduca que crecen en capas con arbustos y plantas herbáceas.[13]
- Sandhills: Es una región seca con suelos arenosos que rara vez se inunda. El fuego limpia periódicamente la maleza y permite que la hierba y los árboles predominen.[13]
- Matorral: El matorral está formado por diversos pinos de arena, robles enanos, romero, palmitos y otras plantas perennes y xerófitas en suelos arenosos y pobres en nutrientes. Este ecosistema es propenso a incendios forestales poco frecuentes y se mantiene gracias a ellos. Las plantas de matorrales tienden a tener sistemas de raíces extensos cerca de la superficie.[13]
- Bosques planos: Los bosques planos de pinos se presentan en tierras bajas, planas y arenosas sujetas a incendios durante los meses secos, pero que pueden inundarse durante meses debido a las lluvias estacionales. Las agujas de pino contribuyen a que el suelo sea rico en nutrientes, por lo que el crecimiento de las plantas suele ser rápido, lo que favorece el pastoreo del ganado.[13]
- Madeema incluye muchos árboles de hoja perenne de hojas anchas. Estos bosques están restringidos al sur de Florida debido a las fuertes heladas en el norte. Estas áreas suelen ser preferidas para el desarrollo debido a sus suelos bien drenados.[13]

## Impactos humanos
En la era precolombina, los bosques, las praderas y los humedales dominaban el paisaje de Florida. Pequeños ríos, pantanos, lagos y manantiales naturales cubrían el paisaje. En esa época, la zona estaba habitada por las tribus indígenas de Florida. Estas tribus llevaban un estilo de vida basado principalmente en la subsistencia, que consistía en una agricultura básica para proporcionar suficiente comida a una familia. Esta forma de vida tuvo efectos mínimos sobre el paisaje, ya que la mayor parte del tiempo solo se utilizaban áreas fértiles de tierras no pantanosas.
Con el tiempo, a medida que avanzaba la colonización europea de las Américas, cada vez más europeos comenzaron a colonizar la zona. Una vez que se presentó la tecnología para drenar y redirigir extensas áreas de pantanos, más colonos llegaron a reclamar acres de tierra para desarrollo futuro. Estas grandes afluencias de personas provocaron una manipulación masiva del paisaje de Florida, alterándolo de forma permanente. Se realizó un esfuerzo importante para desviar, drenar o redirigir el agua mediante la creación de diversos tipos de vías fluviales, como canales o lagos artificiales. Los colonos también comenzaron a talar bosques y a convertir las tierras de uso natural en tierras de uso agrícola. Esta manipulación intensa y altamente compleja del paisaje causó problemas a las especies animales nativas que vivían allí. 

### Agua
El abastecimiento de agua plantea problemas para el medio ambiente natural. Se drenan masas de agua, incluidos lagos, estanques y humedales, para crear viviendas u otras instalaciones. El agua también puede redireccionarse para abordar el crecimiento demográfico o el desarrollo económico, que pueden competir con las necesidades de la flora y la fauna. La escorrentía de pesticidas y fertilizantes procedentes de la agricultura, la industria y los hogares daña los ecosistemas. Los vertidos de productos químicos tóxicos y los subproductos de la descomposición de materiales y alimentos pueden contaminar los suministros de agua.

### Deforestación
Los bosques ofrecen hábitats para animales grandes y pequeños; insectos, pequeños organismos como bacterias y hongos que se alimentan de troncos de árboles en descomposición y albergan plantas. También almacenan carbono. "Florida ha perdido el 22% de los bosques desde 1953 (una pérdida de 1,6 millones de hectáreas), producto de la deforestación masiva".

### Fauna y flora introducidas
En Florida prosperaron especies introducidas desde entornos no nativos, como el sudeste asiático y Sudamérica. Se formaron grupos locales y privados para combatir algunas especies invasoras. Un ejemplo es Lygodium microphyllum. Esta enredadera puede cubrir secciones enteras de un bosque. La vid es originaria de África, Australia y el sudeste asiático.

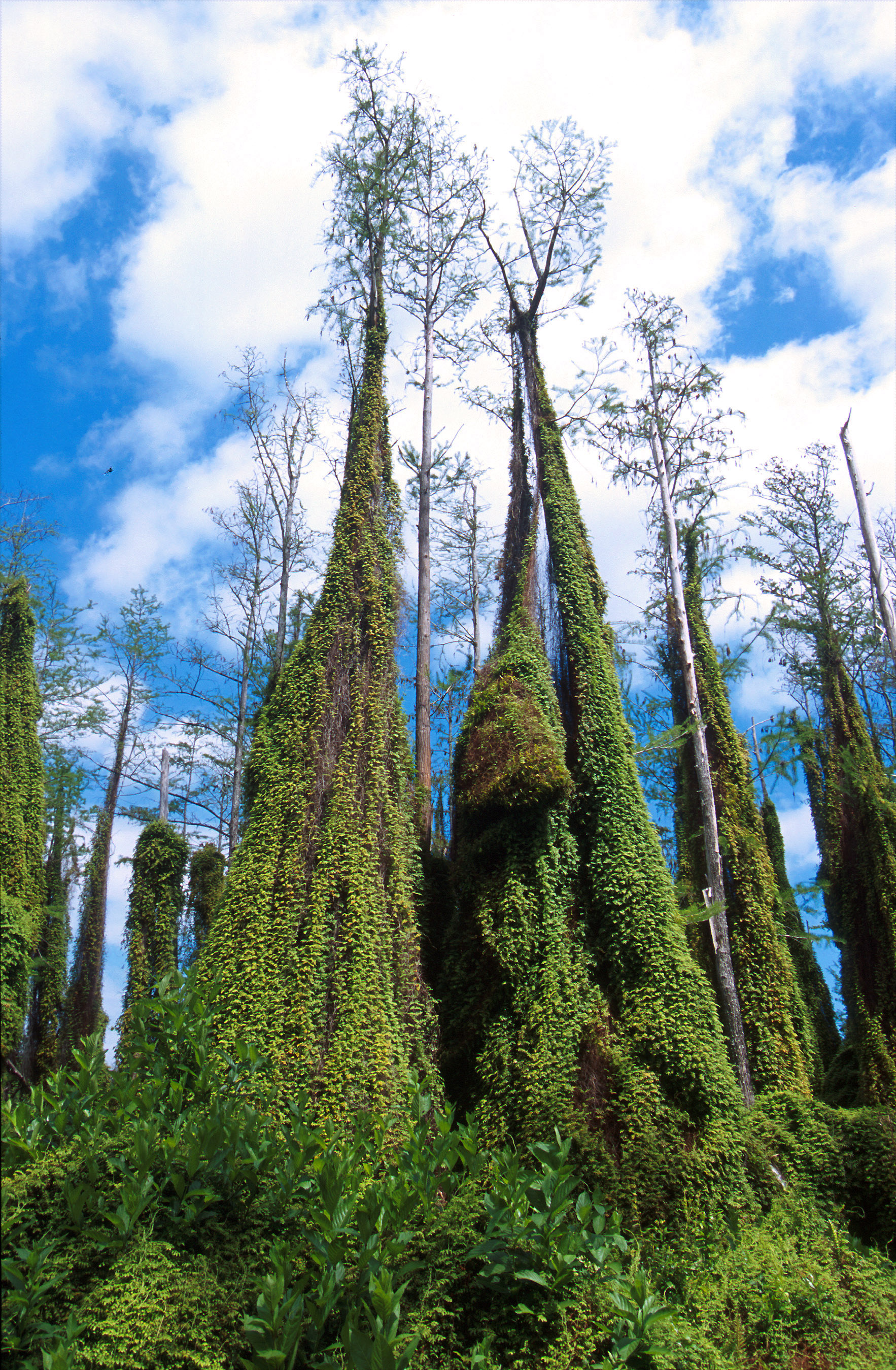
Helecho del Viejo Mundo ocupando una zona boscosa.

Una especie animal invasora es la rana arbórea cubana ( Osteopilus septentrionalis ). Viajó en contenedores de transporte. Sólo las heladas y los inviernos inusualmente fríos limitan su crecimiento. Se alimentan de poblaciones nativas de ranas arbóreas de Florida. "  La rana es originaria de zonas como Cuba, las Islas Caimán y las Bahamas.

### Especies en peligro de extinción
Florida tiene alrededor de 33 especies de animales y 43 especies de plantas clasificadas en peligro de extinción. Entre estas se incluyen la pantera de Florida, la tortuga laúd, el manatí antillano y el pájaro carpintero de cresta roja. Las plantas en peligro de extinción incluyen la campanilla, el ciruelo silvestre y el sauce de agua.

## Patrones migratorios

### Panteras
La pantera de Florida está catalogada como en peligro de extinción. Dado que, la invasión de carreteras y otras estructuras artificiales destruyó o disminuyó sus hábitats naturales. Esta especie tiene problemas para cazar el venado de cola blanca, su principal alimento, debido a las perturbaciones humanas. Por consiguiente, las panteras tuvieron que cambiar sus rutas migratorias y aclimatarse a zonas de caza y reproducción más pequeñas.

### Aves migratorias
Muchas aves migran entre los EE. UU. y Sudamérica o el Caribe a través de Florida. Los águilas pescadoras ( Pandion haliaetus ) que pasan los veranos en la mitad oriental de los EE. UU., vuelan a través de Florida para llegar a la península de Yucatán, las islas del Caribe y Sudamérica. Las aves que cruzan el Golfo de México y se detienen en Florida para alimentarse y descansar. Especies como el nudo rojo (Calidris canutus rufa) invernan en Florida. La escala del nudo rojo en la costa este en ruta hacia el Caribe. Las aves migratorias prefieren áreas con bosques densos de madera dura, este hábitat podría indicar una abundancia de recursos. Por ende, la protección de estos hábitats forestales es necesaria para proteger a estas aves migratorias. En la costa este de Florida, la pérdida de hábitat causada por el aumento del nivel del mar, la erosión de las playas y el desarrollo amenazan las rutas migratorias. La Ley del Tratado sobre Aves Migratorias declaró ilegal "capturar, matar o poseer aves migratorias".

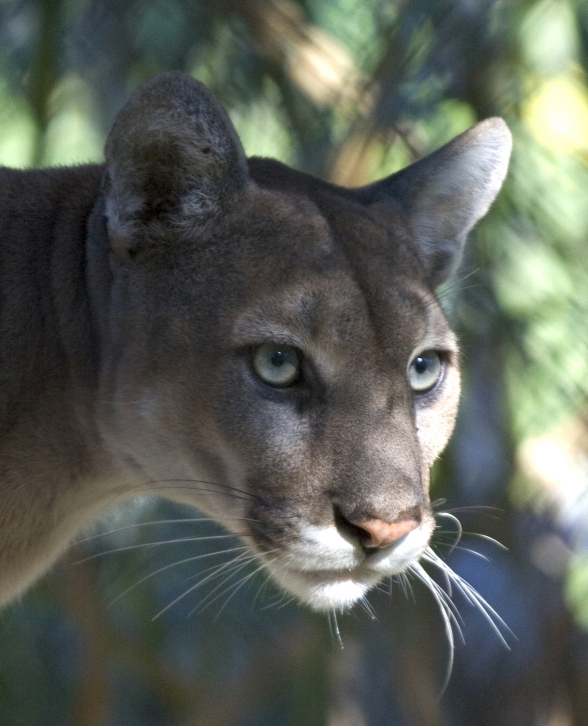
Imagen de una pantera de Florida.

## Políticas estatales
El Departamento de Protección Ambiental de Florida es responsable de proteger la ecología de Florida. Su misión es proteger “aire, agua y tierra”. Opera 41 programas gestionados como Programas Regulatorios, Tierras y Recreación, y Políticas Hídricas y Restauración de Ecosistemas.

### Programas regulatorios
El DEP establece regulaciones y garantiza que se cumplan. Además de las secciones administrativas, una oficina del Inspector General realiza auditorías e investigaciones relacionadas con la protección del medio ambiente. Cuentan con el apoyo de los sectores de aplicación de la ley y cumplimiento de políticas. Una oficina de coordinación de emplazamientos regula la red eléctrica y los gasoductos.

### Tierra y recreación

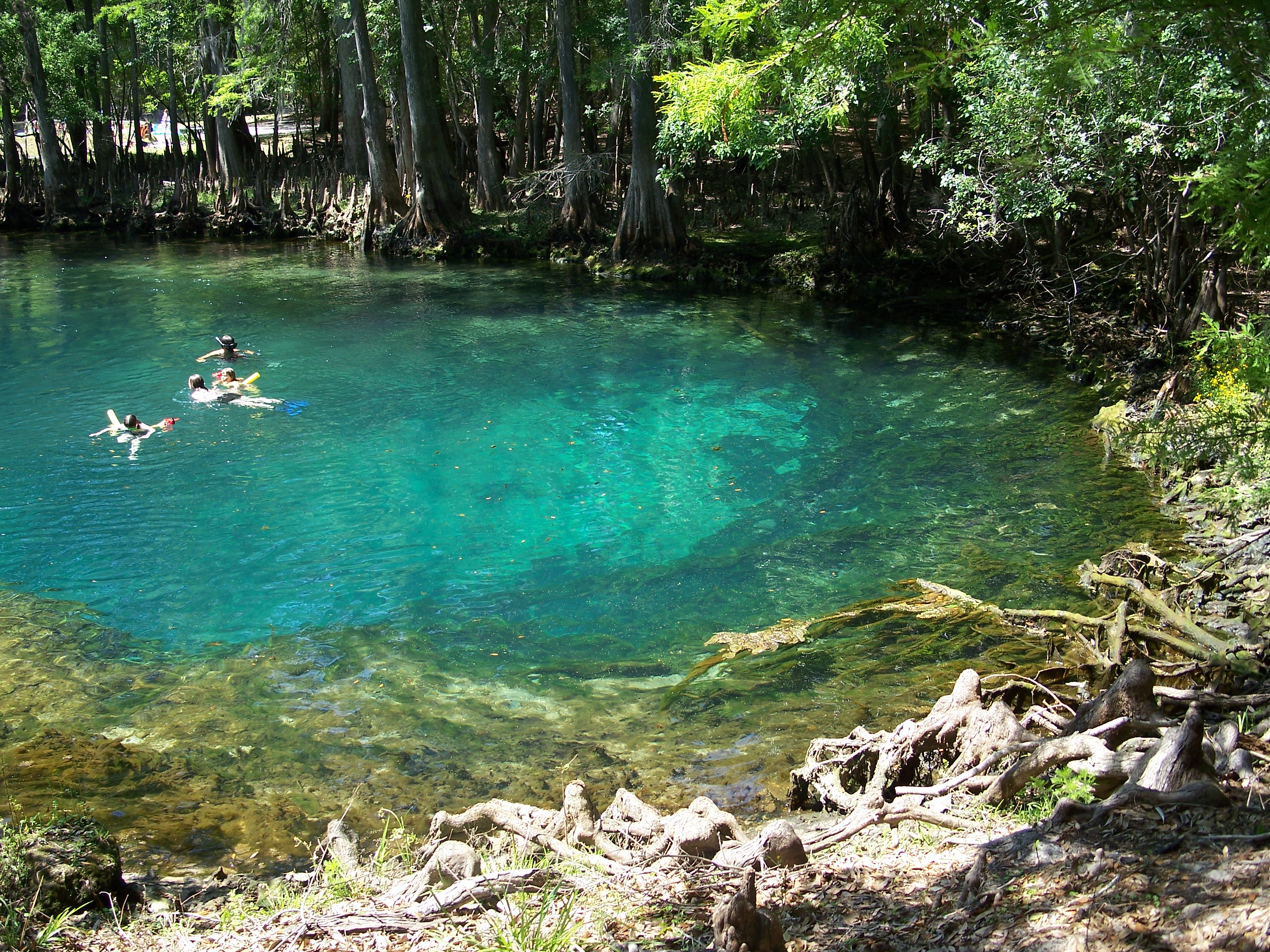
Parque estatal Manatee Springs.

El DEP es responsable de las tierras estatales, divididas en el programa de Parques Estatales de Florida y el programa de Tierras Públicas. Esto incluye el sistema de parques estatales y la mayoría de las playas de Florida. Entidades separadas se ocupan de programas como senderos y vías verdes ( Florida Ecological Greenways Network ), Green Lodging y el programa Clean Marina. El programa "Front Porch Florida" ayuda a los vecindarios a conservar/recuperar un sentido de comunidad. La Oficina de Playas y Sistemas Costeros monitorea los entornos de playa de Florida y trabaja con iniciativas locales y el Cuerpo de Ingenieros del Ejército para proteger y restaurar las playas. También es responsable de iniciativas de respuesta a desastres, como los esfuerzos de limpieza de playas tras el derrame de petróleo de Deepwater Horizon.

### Política hídrica y restauración de ecosistemas
Algunos programas de las otras dos categorías también caen en esta categoría, como la Oficina de Playas y Sistemas Costeros, porque abordan el aspecto de restauración de un problema más amplio. Sin embargo, algunos programas están exclusivamente dentro de esta categoría, como el Programa de Aguas Residuales y el Programa de Restauración de los Everglades. Los programas de Manantiales, Agua y Humedales entran todos en esta categoría.

## Estado

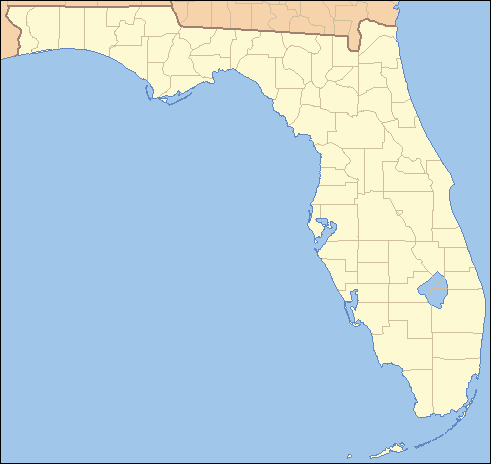
Mapa de localización de Florida.

### Inventario de restauración ecológica de Florida
En 1998, la Oficina de Gestión de Ecosistemas realizó el Inventario de Restauración Ecológica de Florida (FERI). Utilizando información recopilada de los administradores de tierras estatales, evaluaron las necesidades de restauración y crearon un mapa completo que incluía la urgencia de cada necesidad. Esto se convirtió en una base de datos en línea de proyectos de restauración planificados, necesarios y completados. En 2000, la Oficina de Tierras Sumergidas y Recursos Ambientales (SLER) recibió una subvención para actualizar FERI y ampliar la base de datos para incluir información de otras agencias. FERI incluyó seis categorías: protección de recursos culturales, protección ecológica, eliminación de especies exóticas, restauración/mejora hidrológica, restauración/mejora de tierras altas y restauración/mejora de humedales. El inventario gestionado por el SLER se financió entre 2001 y 2003, por lo que actualmente se encuentra inactivo y obsoleto.

### Programa de recuperación
El DEP ha iniciado el Programa de Recuperación, que utiliza el dinero de estímulo federal ARAA para financiar programas ambientales en todo el estado. La reducción de emisiones de diésel recibió 1,7 millones de dólares para proporcionar energía eléctrica en las áreas de descanso para que los camiones no tengan que estar en ralentí y para modernizar los autobuses escolares para que sean más respetuosos con el medio ambiente. El programa estatal Superfund recibió $61 millones para limpiar residuos peligrosos. La organización Leaking Underground Storage Tanks recibió $11,2 millones para limpiar tanques de almacenamiento de petróleo "huérfanos" (tanques abandonados que no tienen ninguna parte responsable de ellos). Se destinaron 750.000 dólares a proyectos locales de rehabilitación de terrenos abandonados. El Fondo Rotatorio Estatal de Agua Limpia utilizó $132,3 millones para emitir préstamos a comunidades para mejorar sus sistemas de aguas residuales y pluviales. El Fondo Rotatorio Estatal de Agua Potable obtuvo $88,1 millones para emitir préstamos comunitarios para mejorar la infraestructura de agua potable.